# Eucereon fuscatum
Eucereon fuscatum là một loài bướm đêm thuộc phân họ Arctiinae, họ Erebidae.